# Пробоство-Ґурне
Пробоство-Ґурне (пол. Probostwo Górne) — село в Польщі, у гміні Любане Влоцлавського повіту Куявсько-Поморського воєводства.
Населення — 423 особи (2011).
У 1975-1998 роках село належало до Влоцлавського воєводства.

## Демографія
Демографічна структура станом на 31 березня 2011 року:
|          | Загалом | Допрацездатний вік | Працездатний вік | Постпрацездатний вік |
| -------- | ------- | ------------------ | ---------------- | -------------------- |
| Чоловіки | 202     | 32                 | 147              | 23                   |
| Жінки    | 221     | 33                 | 141              | 47                   |
| Разом    | 423     | 65                 | 288              | 70                   |